# Abel Aznar
Abel Aznar (Libertad, provincia de Buenos Aires, Argentina, 26 de junio de 1913-5 de marzo de 1983) fue un poeta, compositor y letrista cuyo nombre completo era Abel Mariano Aznar que se dedicó al género del tango.

## Primeros años
Libertad, la localidad donde nació y creció, se encuentra en el partido de Merlo a unos 30 kilómetros al oeste da ciudad de Buenos Aires) y allí en 1909 comenzaron a funcionar unos importantes talleres ferroviarios, que desaparecieron décadas después. 
Su padre era español de Aragón, trabajaba en el ferrocarril y tocaba la guitarra y el bandoneón y con su madre, que era irlandesa,  aprendió muy bien el inglés. Cursó la escuela primaria completa y entre los 8 y los 13 años aprendió a tocar el violín. Aznar gustaba de la poesía y esporádicamente escuchaba tocar a Juan Maglio cuando pasaba a tocar por los pueblos con su orquesta.
El padre lo hizo ingresar muy joven al ferrocarril, donde pensaba que tenía un mejor futuro, por lo que no veía con buenos ojos su afición a la poesía. Después de 1930 se vinculó al ambiente artístico y por intermedio del actor Federico Mansilla, que era director de Radio El Abuelito, conoció a los cantantes Antonio Maida y Nelly Omar. Por ese tiempo compuso la letra y música de su primer tango Igual te quiero, que Nelly Omar estrenó en la radio el 28 de junio de 1936, cuatro días después de la muerte de su padre.

## Actividad profesional
Fue así como por intermedio del pianista Armando Cupo conoció a los cantantes Laurita Esquivel y Roberto Chanel  y al que más tarde fue su colega, Reinaldo Yiso. Por esa época Osvaldo Pugliese leyó una letra de Aznar que le había llevado Chanel, que en ese momento era cantor de su orquesta, y lo desaprobó: en esa época sus versos eran demasiado poéticos y muy alejados de lo popular. Años después Aznar recordaba y agradecía el comentario del maestro Pugliese.
Tiempo más tarde, sobre una música del bandoneonista Luciano Leocata que le acercara Yizo, hizo la letra del tango Y volvemos a querernos; el cantor Jorge Casal se entusiasmó con la composición, la llevó al director Florindo Sassone, lo estrenaron en el bar Armonía de la Avenida Corrientes y luego lo grabaron el 25 de enero de 1949.
Muchos de los títulos de las obras de Aznar se inician con “Y”, lo que les otorga cierta particularidad. Según Grinóvero, Aznar y Leocata fueron a registrar los tangos No te voy a llorar y Todavía te quiero, pero esos títulos estaban ocupados, por lo que resolvieron colocarle la Y como inicio. Desde entonces, Aznar utilizó la Y inicial en muchas de sus obras.
Entre su obra pueden mencionarse los tangos Vos hacés lo que querés, con el bandoneonista Alfredo Calabró; Anoche te soñé, con Mario Canaro; Y no puedo olvidarte, con Armando Cupo; Y te parece todavía con Juan Carlos Howard, El último guapo y Qué tenés que hablar de mí, ambos con música de Leo Lipesker; y las milongas En el corsito del barrio, en colaboración con Yiso, que fuera un gran éxito en la versión de Julio Sosa con Armando Pontier; y Azúcar, pimienta y sal, con música de Tití Rossi y Héctor Varela que difundió este último con las voces de Jorge Falcón y Fernando Soler.

## Algunas letras de Aznar
En varias de sus letras Aznar relata –siempre desde el punto de vista del héroe masculino- la mítica escena tanguera de la mujer que abandonó al hombre en la búsqueda de la riqueza o la felicidad fácil, y que tiempo después regresa. Adet opina que el más emblemático en su tipo es Lo que vos te merecés, con esa frase donde observa que volvió “con ese vestidito que yo te regalé”, para despacharse al final con un lapidario “hoy tenés de recompensa, lo que vos te merecés”.
En Y no le erré la situación de punto de partida es la misma pero el hombre adoptó una actitud comprensiva sobre esos sueños en pos de los cuales se había ido:

“¡Necesita un tropezón!, necesita que la engrupan y que un día, se dé cuenta que vivió en un folletín, que se encuentre sin cariño y en la vía, pa que entienda que todo esto no fue más que un berretín”.

Jamás lo vas a saber, también habla de un fracaso amoroso, el protagonista confiesa que se muere por su amor, que la extraña como nunca, que la quiere todavía, pero afirma:

“No me vas a ver tirado, ni me vas a ver vencido, no me vas a ver rodando como vos te imaginás, ni metido en los boliches pa curarme de tu olvido, si has pensado en todo eso no lo vas a ver jamás…Y si tomo alguna copa no va a ser con los amigos, uno nunca está seguro si le falla el corazón”

Concluye Manuel Adet refiriéndose a estos tangos:

"Puede que en la letra el machismo esté presente, en algunos casos de manera visible, pero lo que lo disculpa, lo atenúa y en todo caso lo justifica, es la capacidad del hombre para amar. Machista, guapo, perdedor, tal vez algo anacrónico, el personaje sólo se salva gracias a su capacidad de amar."

Otro enfoque del mismo tema contiene Y te parece todavía -tango en el que las cancionistas han sido las que más se han lucido al interpretarlo- en el cual el personaje –cuyo género no se explicita- se niega a olvidar la ofensa “Y te parece todavía, que te puedo perdonar, vos serás como una herida, para el resto de mi vida, pero otra cosa, jamás”.
De puro curda, incursiona en otro tema familiar en el tango, el alcohol, y lo enfoca de una manera particular celebrando el beberlo por puro placer, al punto que Adet considera que se ha transformado en el “himno de los borrachos o de todos los que celebran el gusto de beber alcohol sin otro justificativo que el placer de beber”, como dice la letra:

“Yo tomo por que si, de puro curda, pa mi siempre es buena la ocasión”.

## Grabaciones
Entre las grabaciones se recuerdan las de Florindo Sassone de los tangos Y volvemos a querernos, en enero de 1949 y Y mientes todavía, con la voz de Raúl Lavalle. También lo grabó Pugliese en 1950 con la voz de Alberto Morán, además de La mascota del barrio, con el cantor Roberto Chanel, Y todavía te quiero (1959); Y no le erré (1959); Sueño malevo cantando Alfredo Belusi (1960); Jamás lo vas a saber, cantado por Jorge Maciel (1966). José Basso que grabó Estaba bien seguro y María la del portón, Carlos Di Sarli, quien le grabó De qué podemos hablar, Sonatina, con la voz de Jorge Durán, Nuestra última partida.

## Valoración
Era muy delgado, fumaba mucho, comía poco pero tomaba mucho café, se le veía siempre con el cabello engominado, nervioso, acelerado. Disfrutaba socializar con amigos, tenía una personalidad sensible, capaz de recibir y de retribuir afecto. Tenía como afición la pintura.
Luis Grinóvero lo llamó el rey de la rima por su facilidad para escribir versos notablemente rimados que, además, eran accesibles para el pueblo. Colaboró con músicos importantes, como eran Luciano Leocata, con quien hacía los versos sobre melodías ya compuestas, Carlos Di Sarli, con el que hizo De qué podemos hablar, Marcelino Hernández (Cholo) con el que compuso Sonatina, con Azucena Maizani, Y no somos nada, con Manuel Sucher, Nuestra última partida y Te doy un beso y me voy.
Fue uno de los autores de tango más prolíficos y sus obras fueron ejecutadas por orquestas y cantores de fama, destacándose entre ellos Héctor Varela con la voz de Rodolfo Lesica, quienes impactaron con éxitos resonantes en las décadas de 1950 y 1960.
Dice Néstor Pinsón que Aznar:

“Fue un poeta que le cantó al amor y al engaño. Careció del fuego sagrado de los grandes autores de su época, pero tuvo la virtud de la regular corrección de su rima y, de haber captado el gusto popular a través de varios éxitos que se tradujeron en importantes logros comerciales.” 

Por su parte Manuel Adet opina:

“Los tangos de Abel Aznar son más conocidos que él. Son tangos recios, viriles, sobrios y muy bien escritos. No hay tanguero que no los haya silbado o cantado en voz baja. Celebran la amistad, la hombría, los amores perdidos y las pequeñas e inútiles revanchas. Son tangos para hombres cuya poética se detiene justo en la línea que los separa del machismo. Los cantores emblemáticos de sus letras son varones de pinta brava y voz de guapo.”

Cantaron sus letras cantores de la talla de Julio Sosa, Edmundo Rivero, Roberto Goyeneche, Jorge Casal, Oscar Alonso y, sobre todo, Alfredo Belusi, el hombre que incorporó a Aznar a su repertorio y, según los entendidos el que mejor los interpretó.

## Registro en SADAIC
Al morir quedaron obras inéditas. Algunas de las 234 obras registradas a nombre de Abel Aznar en SADAIC, son:
- A un paso nada más   (1972) en colaboración con Alfredo Francisco Gago
- Alguna vez te olvidaré   (1959) en colaboración con Aquilino Pascual Barbato
- Amago de olvido   (1975) en colaboración con Nicolás Córdoba
- Amor sin final
- Amor tan solo amor   (1978) en colaboración con Alfredo Francisco Gago
- Año nuevo vida nueva   (1956) en colaboración con Arturo Hércules Gallucci y Eduardo Antonio Pauloni
- Anoche te soñé   (1961) en colaboración con Mario Canaro
- Antes de llorar   (1970) en colaboración con Ambrosio Domingo Scapolatempo
- Antes que cierres la puerta   (1975) en colaboración con Rubén Neris Sosa
- Aquel taita   (1972) en colaboración con León Lipesker
- Aquella fe perdida   (1983) en colaboración con Héctor J. Alfuso y Rubén Neris Sosa
- Arrabal de mi vida   en colaboración con Bernardino Manuel Ramos
- Aunque mamá perdonó   en colaboración con Salvador Víctor D’Amario
- Aunque sea mentira   (1961) en colaboración con Ángel Félix Condercuri
- Aunque sea mujer   (1952) en colaboración con Arturo Hércules Gallucci
- Ayer nos presentaron
- Azúcar pimienta y sal   (1977) en colaboración con Salustiano Paco Varela y Ernesto Ovidio Rossi
- Bailarín de antes   en colaboración con Amanasto De Luca
- Bien por mal   (1948) en colaboración con José Servidio
- Caminando va María   (1979) en colaboración con Alfredo Héctor Dupret
- Camino del cielo    en colaboración con Pedro Reig
- Canción para mi amor   (1956) en colaboración con Nelly M. Hunter
- Cantos mañaneros   (1974) en colaboración con Rodolfo Toscano
- Cariño mío   en colaboración con Miguel Pietrapertosa
- Carne y piel  en colaboración con Conrado L. Regalbuto
- Cartas gitanas    en colaboración con Oscar Castagniaro
- Casamiento no es farra   (1975) en colaboración con Carlos Diego Fernández
- Cien años   (1995) en colaboración con Luciano Leocata e Ítalo Alberto Tucci
- Claro que sí   en colaboración con Juan Howrd
- Como el algarrobo   (1964) en colaboración con Rubén Neris Sosa y Ciro Dante Sosa
- Cómo se puede olvidar   (1978) en colaboración con Alfredo Francisco Gago
- Como tu cariño   (1954) en colaboración con Justino Idalberto Nery
- Con ganas de vivir   (1980) en colaboración con Salustiano Paco Varela y Ernesto Ovidio Rossi
- Corazón me equivoqué   (1979) en colaboración con Juan Carlos Howard
- Correntino petitero   (1975) en colaboración con Carlos Diego Fernández
- Cuando apura el corazón   (1972) en colaboración con Alberto Raúl Villafañe
- Cuando la estaba olvidando   (1973) en colaboración con Enrique Raúl Frascarelli
- Cuando me apure la vida   (1978) en colaboración con Rodolfo Toscano
- Cuando no se quiere más   (1956) en colaboración con Roberto Rufino
- Cuando todo terminó   en colaboración con Pedro Sapochmik
- Cuesta mucho olvidar   en colaboración con Juan Pomati
- De macho   (1969) en colaboración con Juan Carlos Bera
- De puro curda   (1957) en colaboración con Hugo Di Carlo Campos y Delmar Velázquez Childe
- De qué podemos hablar   (1956) en colaboración con Carlos Di Sarli
- Dejame hablar   (1952) en colaboración con Arturo Hércules Gallucci
- Demasiado para mí   (1978) en colaboración con Rubén Neris Sosa
- Despiértame la piel    en colaboración con Walter Nolasco Ordóñez
- Después de la boda   (1962) en colaboración con Nicolás Jorge Dragone
- Destino de los dos   (1969) en colaboración con Osvaldo Lino Ruggiero
- Desubicao   (1970) en colaboración con Salustiano Paco Varela y Ernesto Ovidio Rossi
- Donde llorar mi pena   (1972) en colaboración con Rodolfo Toscano
- Dos preguntas   (1972) en colaboración con Alfredo Francisco Gago
- El atrevido   (1959) en colaboración con José Hipólito Basso
- El barquito   (1964) en colaboración con Rubén Neris Sosa y Ciro Dante Sosa
- El como lo envidio a él   (1975) en colaboración con Rubén Neris Sosa
- El joven Juan   (1979) en colaboración con Ángel José Bonini
- El mismo tormento   (1976) en colaboración con Rodolfo Toscano
- El último guapo   (1958) en colaboración con León Lipesker
- El vals tú y yo   (1979) en colaboración con José Dames
- Ella se fue nomás con la colaboración de Miguel Nijensohn y Conrado L. Regalbuto
- En el corsito del barrio con la colaboración de Reinaldo Ghiso (1956)
- En el viento tu nombre  (1973) con la colaboración de Rubén Neris Sosa
- En este encuentro con la colaboración de Adolfo Ernesto Francia (1954)
- En la barriada con la colaboración José Altavista (1975)
- En la misma huella con la colaboración de Pascual Tudino (1976)
- Espejito con la colaboración de Rubén Neris Sosa (1959)
- Esperancita con la colaboración de Ángel Amato (1963)
- Está contando mi vida con la colaboración de Rubén Neris Sosa (1980)
- Esta noche en la taberna con la colaboración de Alfredo Héctor Dupre (1976)
- Esta verdad con la colaboración de Elena Carmen Mar Cavenaghi
- Estaba bien seguro con la colaboración de José Hipólito Basso (1966)
- Estoy p’al suicidio con la colaboración de Carlos Diego Fernández (1975)
- Felicidad con la colaboración de Rubén Neris Sosa (1978)
- Final de tu final con la colaboración de Pedro Toscano (1973)
- Frente a la Facultad con la colaboración de Rubén Neris Sosa y Alfredo Francisco Gago (1972)
- Frente a la nada con la colaboración de RRaúl Isidro García (1979)
- Frente al estaño con la colaboración de Oscar Armando Fasolino  (1966)
- Hoy no con la colaboración de Ángel José Bonini (1979)
- Jamás lo vas a saber  en colaboración con Bernardo Manuel Sucher
- La calle de los cerezos  (1964) en colaboración con Carmen Francisca Sirianni
- La hija del pescador  (1965) en colaboración con Marcelino Hernández
- La mascota del barrio  (1947) en colaboración con Reinaldo Ghiso
- La media  (1964) en colaboración con Walter Nolasco Ordóñez
- La misma canción  (1957) en colaboración con Carlos Ángel Lazzari
- La misma mentira  (1954) en colaboración con Salustiano Paco Varela
- La nena  (1962) en colaboración con Juan Carlos Bera
- La novia del pescador  (1964) en colaboración con Marcelino Hernández
- La sílfide y el juglar  (1975) en colaboración con Carlos Diego Fernández
- La última rodada  en colaboración con Juan Carlos Bera
- La vieja mentira  (1979) en colaboración con	Rubén Neris Sosa
- La vuelta de tu amor  (1975) en colaboración con Rodolfo Toscano
- Las habladoras   en colaboración con Carlos Diego Fernández
- Las horas aquellas  en colaboración con Rafael Federico Farías
- Las viejas del pueblo  (1975) en colaboración con	Carlos Diego Fernández
- Lo llevó en el corazón  en colaboración con Luciano Leocata
- Lo mismo que entonces  (1978) en colaboración con Pascual Tudino
- Lo que vos te merecés  (1955) en colaboración con Carlos Olmedo
- Los últimos cinco minutos  (1957) en colaboración con Salvador Baggieri
- Magia del percal  en colaboración con León Lipesker
- Mala yerba  (1956) en colaboración con Arturo Hércules Gallucci
- Mamarracha (1964) en colaboración con Norman Steinmann
- María la del portón (1958) en colaboración con Vicente Andrés Natale
- Más allá de su dolor (1978) en colaboración con Donato Racciatti
- Me puede esperar (1980) en colaboración con Rubén Neris Sosa
- Mentira por mentira
- Mi ciega locura (1979) en colaboración con Ernesto Francisco Franco
- Mi mundo de ayer (1975) en colaboración con Rodolfo Toscano
- Mi mundo sin dinero (1954) en colaboración con Alfredo Héctor Dupré
- Mi primer llanto  (1981) en colaboración con Susana Beatriz Alderete
- Mi querido tango (1981)
- Mi vergüenza  en colaboración con Francisco Gerardo Agüero
- Mi viejo querido (1961) en colaboración con Juan Carlos Bera
- Mientras los años se van  (1970) en colaboración con Marcelino Hernández
- Nada más que el ayer (1973) en colaboración con Rubén Neris Sosa y Juan Manuel Mañueco
- Ninguno de los dos  (1962)en colaboración con Juan Carlos Bera
- No des un paso más (1973) en colaboración con Egill Feder Knutson
- No empieces a llorar (1977) en colaboración con Erma Suárez
- No me vas a venir a buscar (1982) en colaboración con Osvaldo Néstor Rizzo y Rodolfo de Piazza
- No mi amor mi pobre amor  en colaboración con Rubén Neris Sosa
- No podemos seguir (1963) en colaboración con Héctor Baldi
- No seré uno más (1976) en colaboración con Pascual Tudino
- No te arrepientas  en colaboración con Ángel Féliz Condercuri
- No te entiendo corazón (1971) en colaboración con Bernardo Manuel Sucher
- No ves que nos queremos (1957) en colaboración con Jorge Caldara
- Noches en blanco  en colaboración con Rafael Federico Farías
- Nuestra última partida (1971) en colaboración con Bernardo Manuel Sucher y Alfredo Francisco Gago
- Nueva moda de allá  (1975) en colaboración con Carlos Diego Fernández
- Nuevamente  en colaboración con Raúl Isidro García
- Pa los nuevos carnavales  (1975) en colaboración con Carlos Diego Fernández
- Para mis lágrimas  (1970) en colaboración con Rubén Neris Sosa
- Parpadeando madrugadas  (1975) en colaboración con Alfredo Francisco Gago
- Pedacito de barrio  (1976) en colaboración con Rodolfo Toscano
- Pena marinera (1961) en colaboración con Marcelino Hernández
- Por ese (1955) en colaboración con Luciano Leocata
- Por esta copa de alcohol (1962 ) en colaboración con Juan Carlos Howard
- Por una deuda (1962  ) en colaboración con Alejandro Enrique Porfiri y Orestes Cúfaro
- Por vos filosofía (1961)  en colaboración con León Lipesker
- Porque vos no lo querés (1979)  en colaboración con Alfredo Francisco Gago
- Pucho y sombra (1980)   en colaboración con Rubén Neris Sosa
- Puñado de estrellas (1943) en colaboración con Reinaldo Ghiso y Juan Antonio Pouey
- Qué familia (1966) en colaboración con Nicolás Jorge Dragone
- Qué más querés (1970) en colaboración con Juan Carlos Howard
- Qué me importa Buenos Aires  en colaboración con Rodolfo Toscano
- Qué queda entre los dos  ( 1978) en colaboración con Pedro Rosa Arrieta
- Que soy animal   en colaboración con Carlos Diego Fernández
- Que te sirva de lección (1971)   en colaboración con Rubén Neris Sosa
- Qué tenés que hablar de mí (1962) en colaboración con León Lipesker
- Quebracho en flor (1976)   en colaboración con Rodolfo Toscano
- Quereme y nada más (1960)  en colaboración con Domingo Nicolosi
- Quién manda aquí  en colaboración con Juan Carlos Bera
- Quiero ser más (1981) en colaboración con Susana Beatriz Alderete
- Quiero ser tu amigo (1978) en colaboración con Pascual Tudino
- Sábados del pueblo (1974)  en colaboración con Alfredo Francisco Gago
- Sacando el cuero  en colaboración con Carlos Diego Fernández
- Sangre verde (1973) en colaboración con Rubén Neris Sosa
- Santa paciencia  en colaboración con Carlos Diego Fernández
- Se me va la vida (1964)  en colaboración con Abel Ángel Amato
- Secreto de amor en colaboración con Rubén Neris Sosa
- Seguirás tu camino (1959) en colaboración con Rubén Neris Sosa
- Septiembre estaba llegando (1971) en colaboración con Mariano Millán y Isidro Lorenzo Barbero
- Si lo sabe tu mamá  en colaboración con Julio Carrasco
- Si nos volviéramos en colaboración con Ricardo Ángel Pedevilla
- Si vos no me querés (1957) en colaboración con Arturo Hércules Gallucci
- Siempre una lección (1972)  en colaboración con Alfredo Francisco Gago
- Sin ti (1951)  en colaboración con José Dames
- Sirva un trago (1962)  en colaboración con José Domingo Pécora
- Solo un silencio (1979)  en colaboración con Eugenio Alfredo Untermann
- Sonatina (1956) en colaboración con Marcelino Hernández
- Suavemente (1948) en colaboración con Alfredo Faustino Ruiz
- Sueño malevo (1960) en colaboración con León Lipeske
- Tan solo pr amor (1983)  en colaboración con Alfredo Francisco Gago y Luis María Cáserez
- Te desafío (1961)  en colaboración con Walter Nolasco Ordóñez
- Te doy un beso y me voy (1973) en colaboración con Bernardo Manuel Sucher
- Te necesito igual (1973) en colaboración con Federico Knutson Egill
- Te quedarás en mi vida (1967) en colaboración con Juan Carlos Bera
- Tiempo viejo de milonga (1982) en colaboración con Rodolfo Toscano
- Tinglado (1962) en colaboración con Salvador Carmelo Pappalardo
- Todavía estás en mí  en colaboración con Bernardino Manuel Ramos
- Todo lo que negué (1975) en colaboración con Rubén Neris Sosa
- Tomá cuanto quieras (1959) en colaboración con Arturo Hércules Gallucci
- Tu peor egoísmo  en colaboración con Juan Carlos Howard
- Tu rencor (1961) en colaboración con Rodolfo Scasserra
- Tu taza de café (1975) en colaboración con Rubén Neris Sosa y Luis Zaffaroni
- Tus viejas palabras (1979)  en colaboración con Alfredo Francisco Gago
- Un adiós sin tormento (1975) en colaboración con Rodolfo Toscano
- Un café más en colaboración con Marcelino Hernández
- Un marinero más en colaboración con Osvaldo Néstor Rizzo
- Un poco menos que morir (1979) en colaboración con Eduardo Omar Gassa
- Una cita con el tango (1969) en colaboración con Bernardo Manuel Sucher
- Una dama  en colaboración con Bartolom´Basimiani
- Una vez más (1957) en colaboración con Domingo Eduardo Sciaraffia
- Veinte años atrás (1979) en colaboración con Rodolfo Alberto Aiello
- Vieja madrugada (1973) en colaboración con Federico Knutson Egill
- Vieja payesera  en colaboración con Carlos Diego Fernández
- Volverás (1962)  en colaboración con Ángel Amato
- Volví al viejo bar (1973)  en colaboración con Alfredo Héctor Dupret
- Vos hacés lo que querés (1957)  en colaboración con Vicente Alfredo Calabró
- Voy mi amor  en colaboración con Nicolás Jorge Dragone
- Y adonde llegarás (1981)  en colaboración con Salustiano Paco Varela
- Y algún día (1956)  en colaboración con Héctor Francisco Lettera
- Y después que te perdí  en colaboración con Juan Carlos Bera
- Y lloraba como yo (1962 ) en colaboración con Erma Suárez
- Y mientes todavía (1950 ) en colaboración con Luciano Leocata
- Y no fui yo en colaboración con Enrique Raúl Frascarelli
- Y no le erré (1959) en colaboración con Carlos Olmedo
- Y no puedo darte amor (1979) en colaboración con Alberto Raúl García Villafañe
- Y no puedo olvidarte (1956) en colaboración con Armando Oscar Cupo
- Y no quiero verte más (1977 ) en colaboración con Armando Baliotti
- Y no se quien (1979)  en colaboración con Alfredo Francisco Gago
- Y no somos nada (1955)  en colaboración con Azucena Maizani y Sergio Gasparini
- Y no te creo (1955) en colaboración con Luciano Leocata
- Y no te voy a llorar (1953) en colaboración con Luciano Leocata
- Y porqué me lo negás (1962) en colaboración con Filinto Rebechi
- Y puede más que yo (1980) en colaboración con Agustín Mario Mignone y Carmen Olga Bove
- Y quien no lo va a querer (1974)  en colaboración con Alfredo Francisco Gago
- Y rogaré por vos (1975) en colaboración con Luciano Leocata
- Y seguirás en mí (1978 ) en colaboración con Nicolás Jorge Dragone
- Y siempre gris (1974) en colaboración con Rodolfo Toscano
- Y te parece todavía (1959) en colaboración con Juan Carlos Howard
- Y te quiero más (1950) en colaboración con Pascual Mamone
- Y te tengo que esperar (1957) en colaboración con Luciano Leocata
- Y todavía te quiero (1956) en colaboración con Luciano Leocata
- Y todo es mentira (1958) en colaboración con Luciano Leocata
- Y volvemos a querernos (1948) en colaboración con Luciano Leocata
- Y yo aprendí a vivir (1977) en colaboración con Rubén Neris Sosa
- Yo estoy creciendo (1976) en colaboración con Rodolfo Toscano
- Yo fui creciendo (1974) en colaboración con Rodolfo Toscano
- Yo pude ser (1972)  en colaboración con Alfredo Francisco Gago
- Yo sé que no me engaño (1977)  en colaboración con Justino Idalberto Nery
- Yo tuve una esperanza  en colaboración con León Lipesker